# Ryūji Katō
Ryūji Katō (jap. 加藤 竜二 Katō Ryūji; ur. 24 grudnia 1969) – japoński piłkarz występujący na pozycji bramkarza.

## Kariera klubowa
Od 1988 do 2014 roku występował w klubach Toho Titanium, Tokyo Gas, PJM Futures, Kashiwa Reysol, Consadole Sapporo, Sanfrecce Hiroszima, Sagawa Express Tokyo i Roasso Kumamoto.